# Lewis Yablonsky

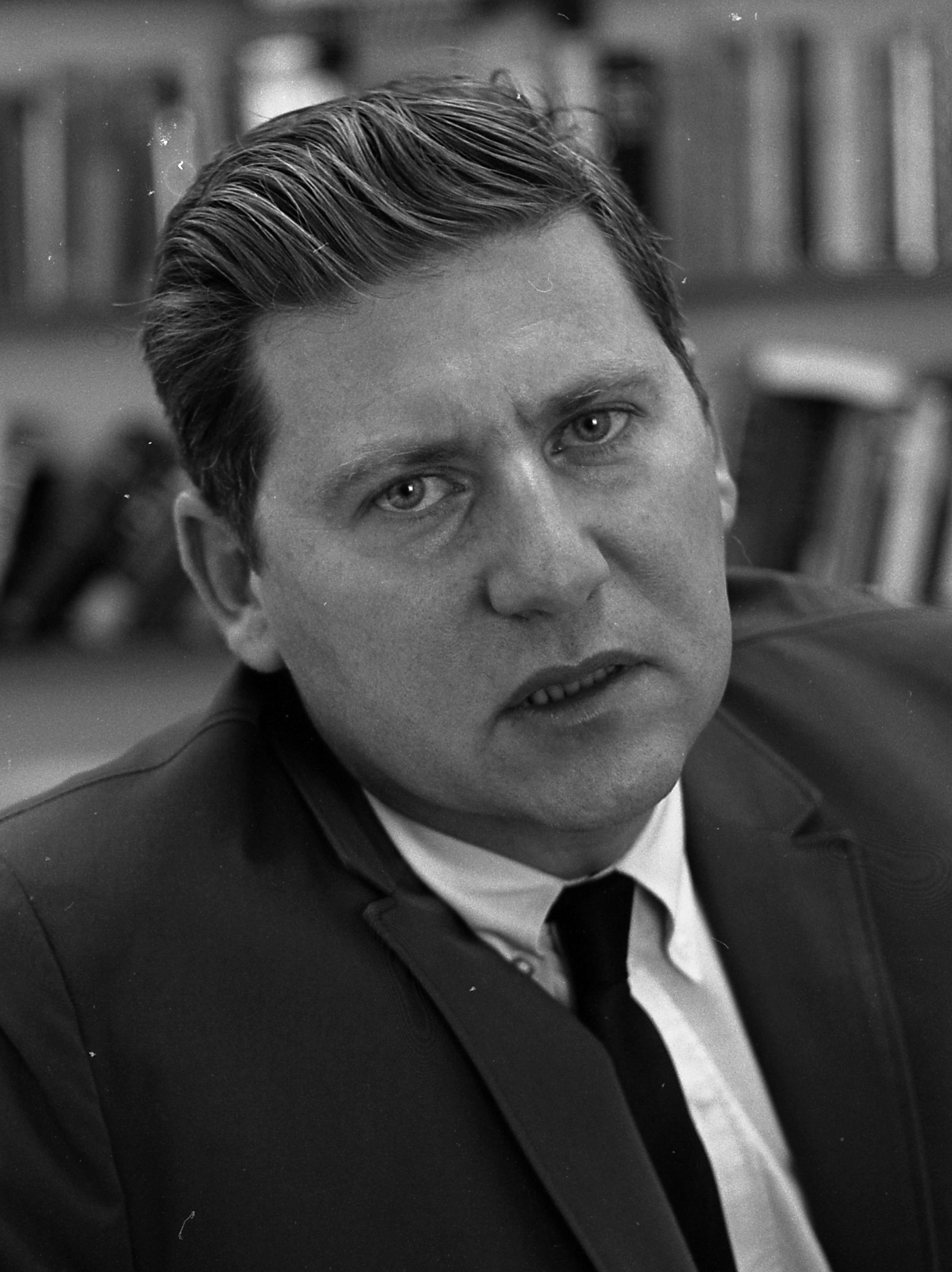
Lewis Yablonsky (1965)

Lewis Yablonsky (* 23. November 1924 in Irvington, New Jersey; † 29. Januar 2014 in Santa Monica, Kalifornien) war ein US-amerikanischer Soziologe, Kriminologe und Psychotherapeut.

## Kriminalsoziologie und Psychodrama
Yablonsky studierte Soziologie und Kriminologie an der Rutgers University und wurde 1958 an der New York University zum Ph.D. promoviert. Er lehrte an verschiedenen namhaften Hochschulen, wie der Harvard University und der Columbia University und war seit 1963 Professor für Kriminologie und Soziologie an der California State University, Northridge in Los Angeles. Außerdem wirkte er als Psychotherapeut (Psychodrama).
Yablonski gehörte zur ersten Generation der Anwender der psychodramatischen Methode und arbeitete eng mit Jacob Levy Moreno zusammen. Mit der von Moreno entwickelten soziometrischen Methode erforschte er die Beziehungen von Mitgliedern krimineller Gruppen untereinander. Daraus resultierte sein Konzept der Near-Group, das zu einem klassischen Bestandteil der Subkulturtheorie wurde. Zudem behandelte Yablonsky viele seiner Probanden in Psychodrama-Sitzungen. Wie er in seiner Autobiographie berichtete, hatte er seit seiner frühen Jugend Kontakt zu Straftätern aus der Unterschicht. Er war im Ghetto von Newark (New Jersey) aufgewachsen und hatte dort eine Schule besucht, die von afroamerikanischen Gangs dominiert wurde.
Im Zusammenhang mit seinen Forschungen zur Subkultur lernte Yablonsky Charles E. Dederich und Synanon kennen, worüber er das erste, später weltweit beachtete, Buch verfasste. Außer diversen kriminalsoziologischen Schriften und Büchern zur Psychotherapie und Behandlung von Drogenabhängigen verfasste er auch eine soziologische Darstellung zur Hippiekultur.
Yablonski war 1958 kriminalpolitischer Berater von Nelson Rockefeller, der für das Amt des Gouverneurs im Bundesstaat New York kandidierte. 2001 wurde ihm der Titel eines juristischen Ehrendoktors der Michigan State University verliehen.

## Schriften (Auswahl)
- The violent gang, New York: Macmillan, 1962.
- The tunnel back. Synanon, New York: Macmillan, 1965.
- The hippie trip, New York, Pegasus, 1968.
- Robopaths, Indianapolis: Bobbs-Merrill, 1972.
- The therapeutic community. A successful approach for treating substance abusers, New York: Gardner Press, 1989, ISBN 089876145X.
- Gangsters. Fifty years of madness, drugs and death on the streets of America, New York: New York University Press, 1997, ISBN 0814796796.
- Gangs in court, Tucson: Lawyers & Judges Pub. Co., 2005, ISBN 1930056796.

### Schriften in deutscher Übersetzung
- Synanon. Selbsthilfe der Süchtigen und Kriminellen, Stuttgart: Klett, 1975, ISBN 3-12-908830-X.
- Die Therapeutische Gemeinschaft. Ein erfolgreicher Weg aus der Drogenabhängigkeit, Weinheim: Beltz, 1990, ISBN 3-407-55736-1.
- Du bist ich. Die unendliche Vater-Sohn-Beziehung, Köln: Edition Humanistische Psychologie, 1991, ISBN 3-926176-33-4.
- Psychodrama: Die Lösung emotionaler Probleme durch Rollenspiel, Stuttgart: Klett-Cotta, 1978, ISBN 3-12-909000-2 (Zweite Auflage 1992)
- Der Charme des Geldes, Köln: Edition Humanistische Psychologie, 1992, ISBN 3-926176-43-1.